# Zły dotyk (film Gregga Arakiego)
Zły dotyk (ang. Mysterious Skin) – amerykańsko-holenderski dramat psychologiczny z 2004 roku w reżyserii Gregga Arakiego. Scenariusz powstał na podstawie powieści Scotta Heima pod tym samym tytułem. Zdjęcia kręcono w Nowym Jorku i Los Angeles.

## Fabuła
Film opowiada o nastoletnich chłopcach, którzy po doświadczeniu wykorzystywania seksualnego w dzieciństwie próbują odnaleźć się w dorosłym życiu. Jeden z nich zostaje męską prostytutką (Joseph Gordon-Levitt), podczas gdy drugi (Brady Corbet) wiedzie samotnicze życie, pełne fantazji związanych z porwaniem przez kosmitów.

## Obsada
- Joseph Gordon-Levitt jako Neil McCormick
- Brady Corbet jako Brian Lackey
- Michelle Trachtenberg jako Wendy
- Jeff Licon jako Eric Preston
- Mary Lynn Rajskub jako Avalyn Friesen
- Elisabeth Shue jako Pani McCormick
- Bill Sage jako Trener Heider

## Nagrody
- 2004: Bergen International Film Festival – nagroda jurorów
- 2006: Polished Apple Awards – najlepszy film
- 2006: Icelandic Queer Film Festival – najlepsza praca fikcyjna